# Polizei SV Breslau
Der Polizei Sportverein Breslau war ein Sportverein im Deutschen Reich mit Sitz im heutzutage polnischen Breslau.

## Geschichte
Der Verein wurde 1920 als Polizei VfL Breslau gegründet und spielte bis 1932/33 in der 2. oder 3. Spielklasse des Gaus Breslau. Nach der Neuorganisation des Ligasystems trat der Verein als Polizei SV Breslau in der ersten Saison der Bezirksliga Mittelschlesien an und sogleich auch mit 35:9 Punkten den ersten Platz der Tabelle, der zur Teilnahme an der Aufstiegsrunde zur Gauliga Schlesien berechtigte. Am Ende dieser Aufstiegsrunde landete der Verein mit 3:5 Punkten aus vier Spielen jedoch nur auf dem dritten und letzten Platz und konnte damit nicht aufsteigen. Nach der darauffolgenden Saison war dann mit 20:24 Punkten nur noch der tabellarisch achte Platz drin. Mit dem elften Platz stieg der Verein dann nach der Saison 1935/36 in die 1. Kreisklasse ab. Einen erneuten Aufstieg schaffte der Verein dann nicht mehr.
Im Feldhandball stieg der Polizei SV Breslau 1938 in die Handball-Gauliga Schlesien auf und erreichte ein Jahr später den zweiten Platz.
Spätestens am Ende des Zweiten Weltkriegs wurde der Verein aufgelöst.